# Ninna nanna/Rose
Ninna nanna/Rose è un singolo di Fiorella Mannoia pubblicato nel 1974 per la RCA Italiana (Catalogo: TPBO 1084).

## Tracce
Lato A
1. Ninna nanna – 3:32 (testo: Paolo Amerigo Cassella – musica: Memmo Foresi e Marco Luberti)

Lato B
1. Rose – 2:53 (testo: Marco Luberti – musica: Memmo Foresi e Paolo Amerigo Cassella)

Durata totale: 6 min : 25 s